# Galàxia espiral

Un exemple d'una galàxia espiral, la galàxia del Molinet (també coneguda com a Messier 101 o NGC 5457)

Una galàxia espiral és un cert tipus de galàxia originàriament descrit per Edwin Hubble el 1936 en la seva obra The Realm of the Nebulae ('El regne de les nebuloses') i, com a tal, forma part de la seqüència d'Hubble. Les galàxies espirals consisteixen en un disc galàctic giratori pla que conté estrelles, gas i pols, i una concentració central d'estrelles conegudes com a protuberàncies. Aquestes estan envoltades per un halo molt més feble d'estrelles, moltes de les quals resideixen en els cúmuls globulars.
Les galàxies espirals s'anomenen per les estructures espirals que s'estenen des del centre cap al disc. Els braços espirals són llocs de formació estel·lar en curs i són més brillants que el disc que envolta a causa de les joves estrelles OB calentes que els habiten.
Aproximadament, s'observen dos terços de totes les espirals per tenir un component addicional en forma d'estructura a manera de barra, que s'estén des de la protuberància central, en els extrems dels quals comencen els braços espirals. La proporció d'espirals barrades en relació amb les seves cosines sense barres ha canviat al llarg de la història de l'Univers, amb només un 10% que contenen barres fa aproximadament 8 milions d'anys, a més o menys una quarta part fa 2,5 milions d'anys, fins a l'actualitat, en què més de dos terços de les galàxies en l'univers visible (volum d'Hubble) tenen barres.
Ha estat recentment confirmat (en els anys 1990) que la nostra Via Làctia és una espiral barrada, tot i que la barra en si és difícil d'observar des de la nostra posició en el disc galàctic. L'evidència més convincent de la seva existència prové d'un estudi recent, realitzat pel telescopi espacial Spitzer, de les estrelles al centre de la galàxia.
Juntament amb les galàxies irregulars, les galàxies espirals representen aproximadament el 60% de les galàxies en l'univers local. Es troben sobretot a les regions de baixa densitat i són rares en els centres dels cúmuls de galàxies.

## Estructura

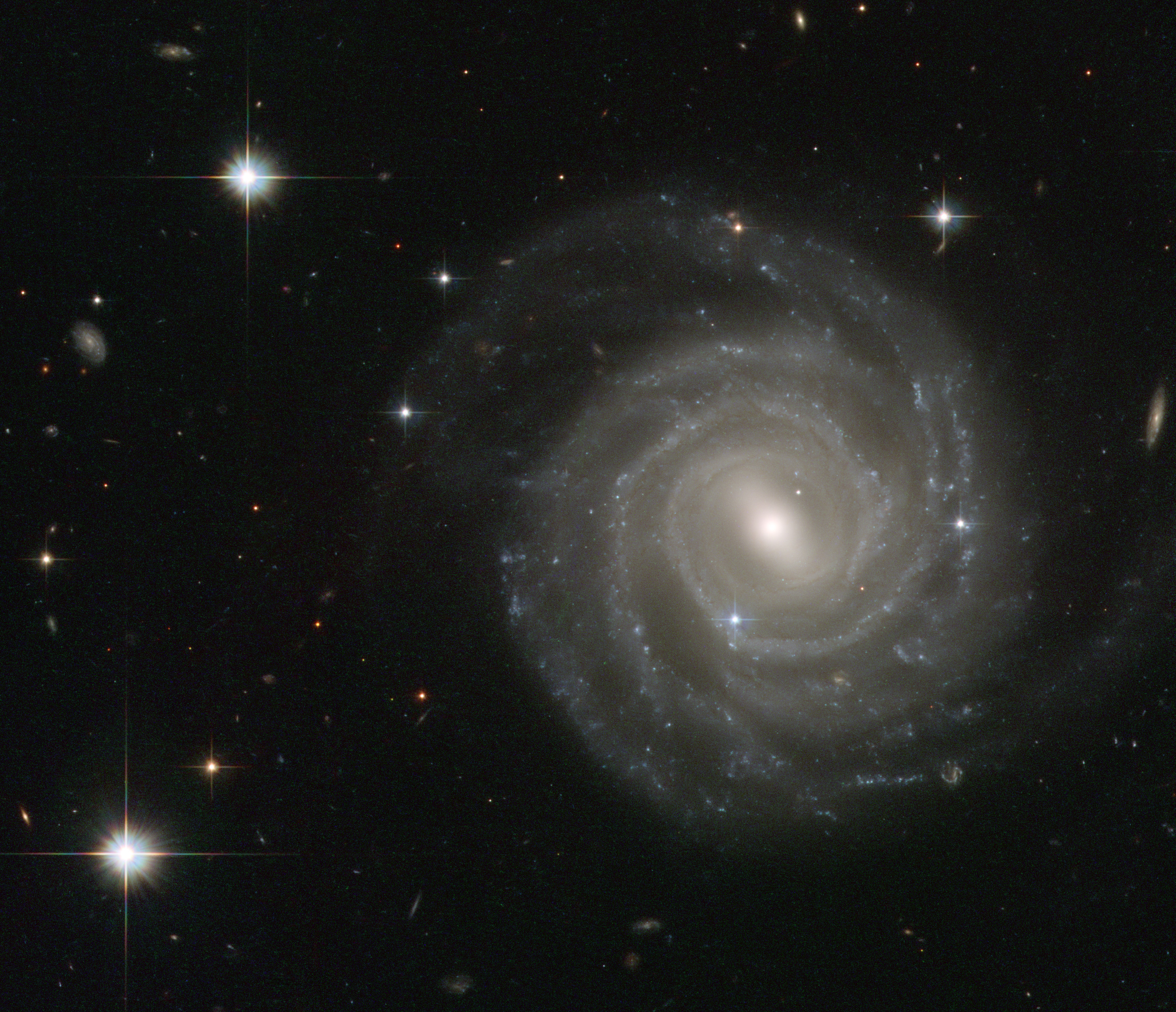
Galàxia espiral barrada UGC 12158

Les galàxies espirals consten de cinc components diferents:
- Un disc giratori pla (majoritàriament de nova creació) d'estrelles i matèria interestel·lar
- Una protuberància estel·lar central d'estrelles principalment grans, que s'assembla a una galàxia el·líptica
- Un halo gairebé esfèric d'estrelles, on s'inclou molts dels cúmuls globulars
- Un forat negre supermassiu al centre de la protuberància central
- Un halo gairebé esfèric de matèria fosca

La importància relativa, en termes de massa, la brillantor i la mida, dels diferents components varia de galàxia en galàxia.

### Braços espirals

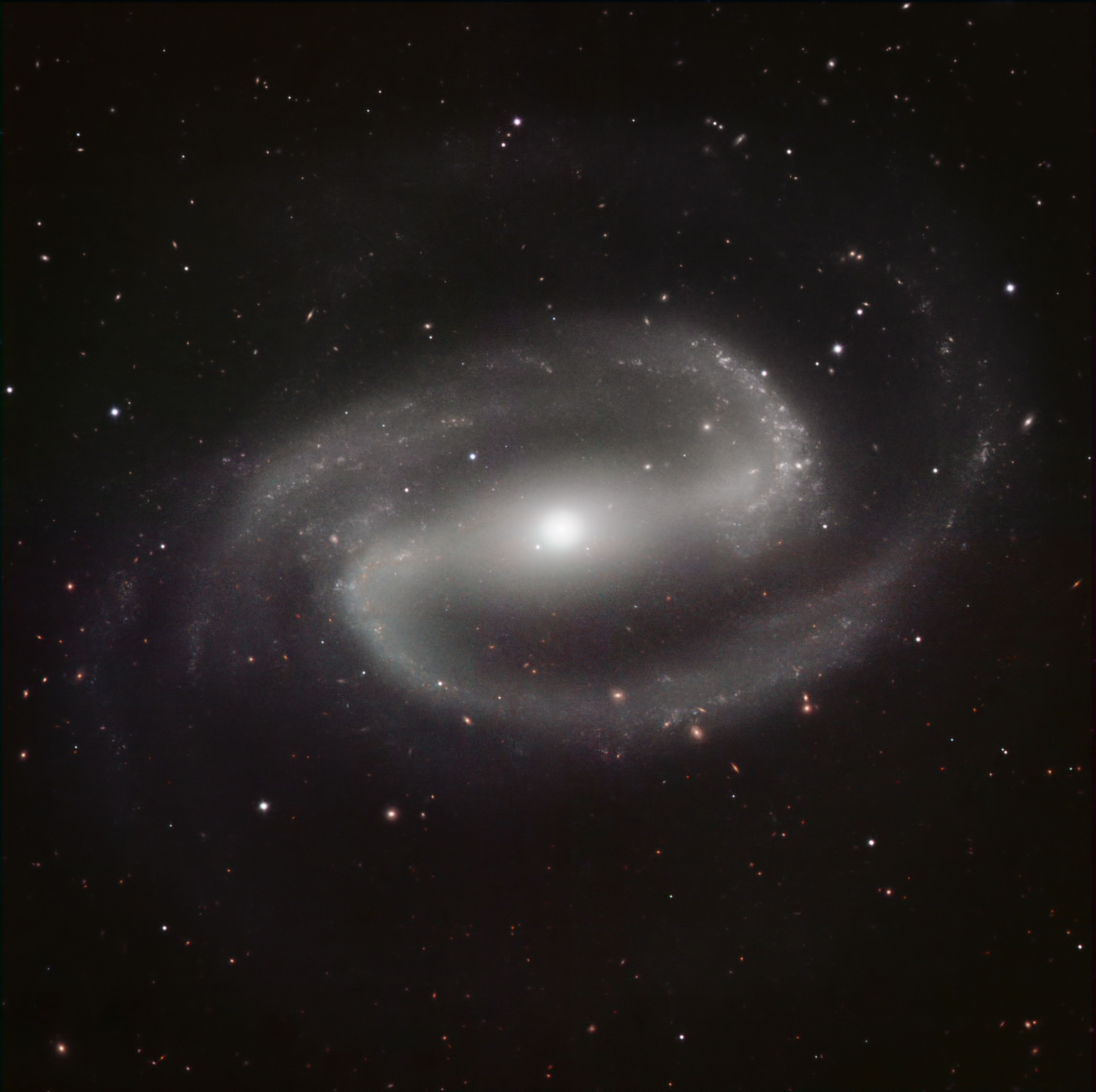
NGC 1300 en llum infraroja

Els braços espirals són regions d'estrelles que s'estenen des del centre de les galàxies espirals i barrades. Aquestes regions llargues i primes semblen una espiral i, per tant, pel seu nom, donen galàxies espirals. Naturalment, les diferents classificacions de les galàxies espirals tenen diferents estructures de braços. Per exemple, les galàxies Sc i SBc tenen els braços molt lliures, mentre que les galàxies Sa i SBa tenen els braços ben embolicats (amb referència a la seqüència d'Hubble). De qualsevol manera, els braços espirals contenen moltes estrelles joves, blaves (causa de l'alta densitat de la massa i l'alta taxa de formació d'estrelles), que fan que els braços siguin tan brillants.

### Protuberància galàctica
Una protuberància galàctica és un gran grup atapeït d'estrelles. Habitualment, el terme es refereix al grup central d'estrelles que es troben en la majoria de les galàxies espirals.
Utilitzant la classificació d'Hubble, la protuberància de les galàxies Sa, generalment, es compon d'estrelles de població II, que són velles, estrelles vermelles amb baix contingut de metall. A més, la protuberància de les galàxies Sa i SBa tendeix a ser gran. En contrast, les protuberàncies de les galàxies Sc i SBc són molt més petites i es componen d'estrelles de població I que són joves, blaves. Algunes protuberàncies tenen propietats similars a les de les galàxies el·líptiques (reduïdes per menor massa i lluminositat); d'altres simplement apareixen com a centres de més gran densitat de discos, amb propietats similars a les galàxies de disc.
Es creu que l'amfitrió d'un forat negre supermassiu en el seu centre té moltes protuberàncies. Aquests forats negres mai han estat observats directament, sinó que n'hi ha moltes proves indirectes. En la nostra pròpia galàxia, per exemple, l'objecte anomenat Sagitari A*, es creu que és un forat negre supermassiu. Hi ha una estreta correlació entre la massa del forat negre i la dispersió de la velocitat de les estrelles en la protuberància, la relació M-sigma.

### Galàxia esferoïdal

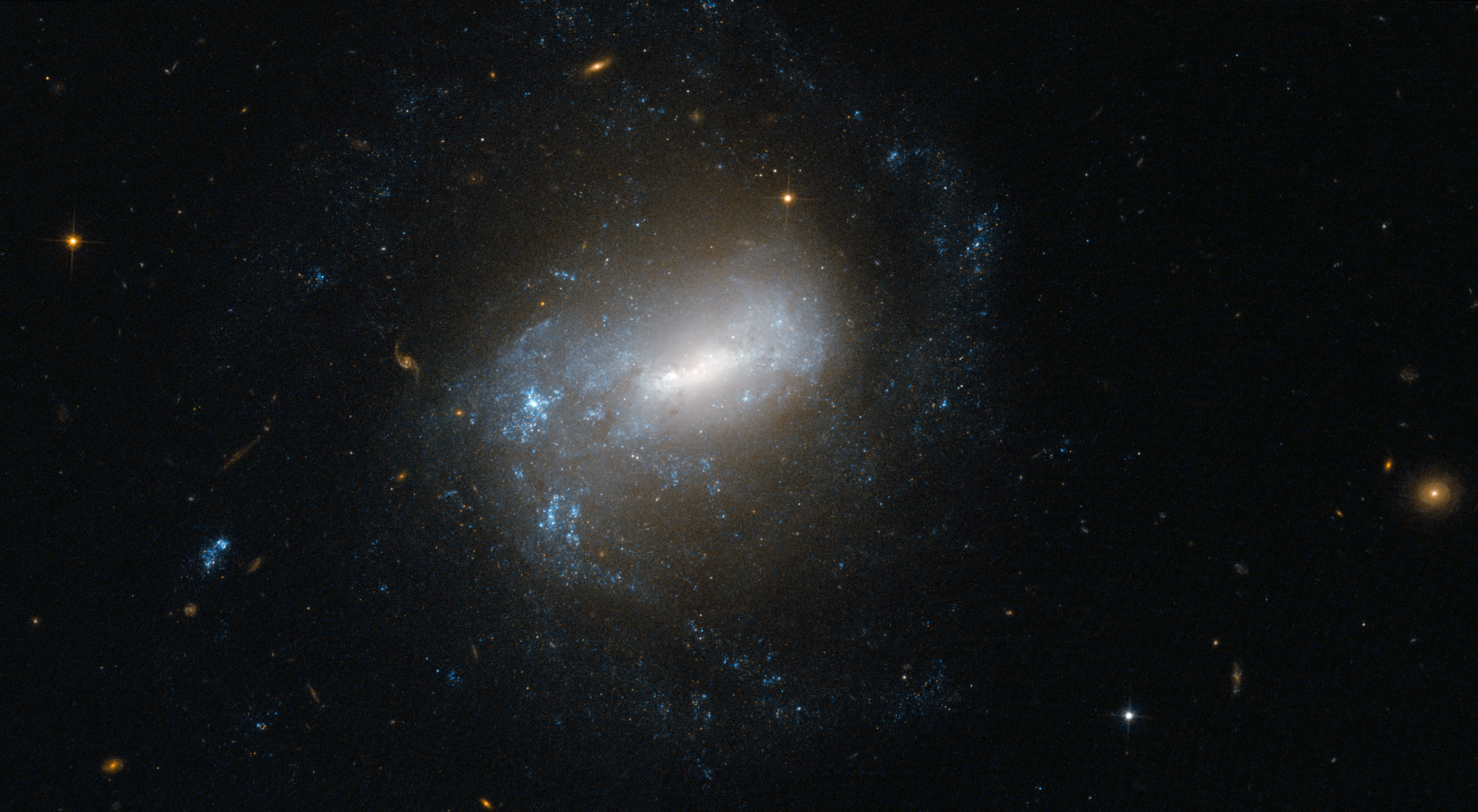
Galàxia espiral NGC 1345

La major part de les estrelles en una galàxia espiral es troba ben a prop d'un sol pla (el pla galàctic), en més o menys òrbites circulars convencionals al voltant del centre de la galàxia (el centre galàctic), o en un bulb galàctic esferoïdal al voltant de la galàxia nucli.
No obstant això, algunes estrelles habiten un halo esferoïdal o esferoide galàctic, un tipus d'halo galàctic. El comportament orbital d'aquestes estrelles es discuteix, però pot descriure òrbites retrògrades i/o molt inclinades, o no es mouen en òrbites regulars en absolut. Les estrelles de l'halo poden adquirir galàxies petites que cauen a dins i es fusionen amb l'exemple de galàxia espiral; la galàxia nana el·líptica de Sagitari es troba en procés de fusionar-se amb la Via Làctia i les observacions mostren que algunes estrelles de l'halo de la Via Làctia han estat adquirides d'aquesta.
A diferència del disc galàctic, l'halo sembla estar lliure de pols, i amb més contrast, les estrelles de l'halo galàctic són de població II, molt més antiga i amb metal·licitat molt inferior que les seves cosines de població I en el disc galàctic (però similars a les del bulb galàctic). L'halo galàctic també conté molts cúmuls globulars.
El moviment de les estrelles de l'halo fa portar-les a través del disc de tant en tant, i una sèrie de petites estrelles nanes vermelles properes al Sol, es creu que pertanyen a l'halo galàctic, per exemple l'estrella de Kapteyn i Groombridge 1830. A causa del seu moviment irregular en tot el centre de la galàxia, aquestes estrelles sovint mostren inusualment alt un moviment propi.
El 2013 i 2014, es van publicar documents de la presentació de proves que l'esferoide és en realitat una estructura plana en aproximadament la meitat de totes les galàxies.

### Galàxia espiral més antiga
La galàxia espiral més antiga d'arxiu és BX442. Als onze mil milions d'anys, té més de dos mil milions d'anys més que qualsevol descobriment anterior. Els investigadors creuen que la forma de la galàxia és causada per la influència gravitacional d'una galàxia nana acompanyant. Els models d'ordinador basats en la suposició indiquen que l'estructura espiral de BX442 durarà aproximadament 100 milions anys.

## Origen de l'estructura espiral

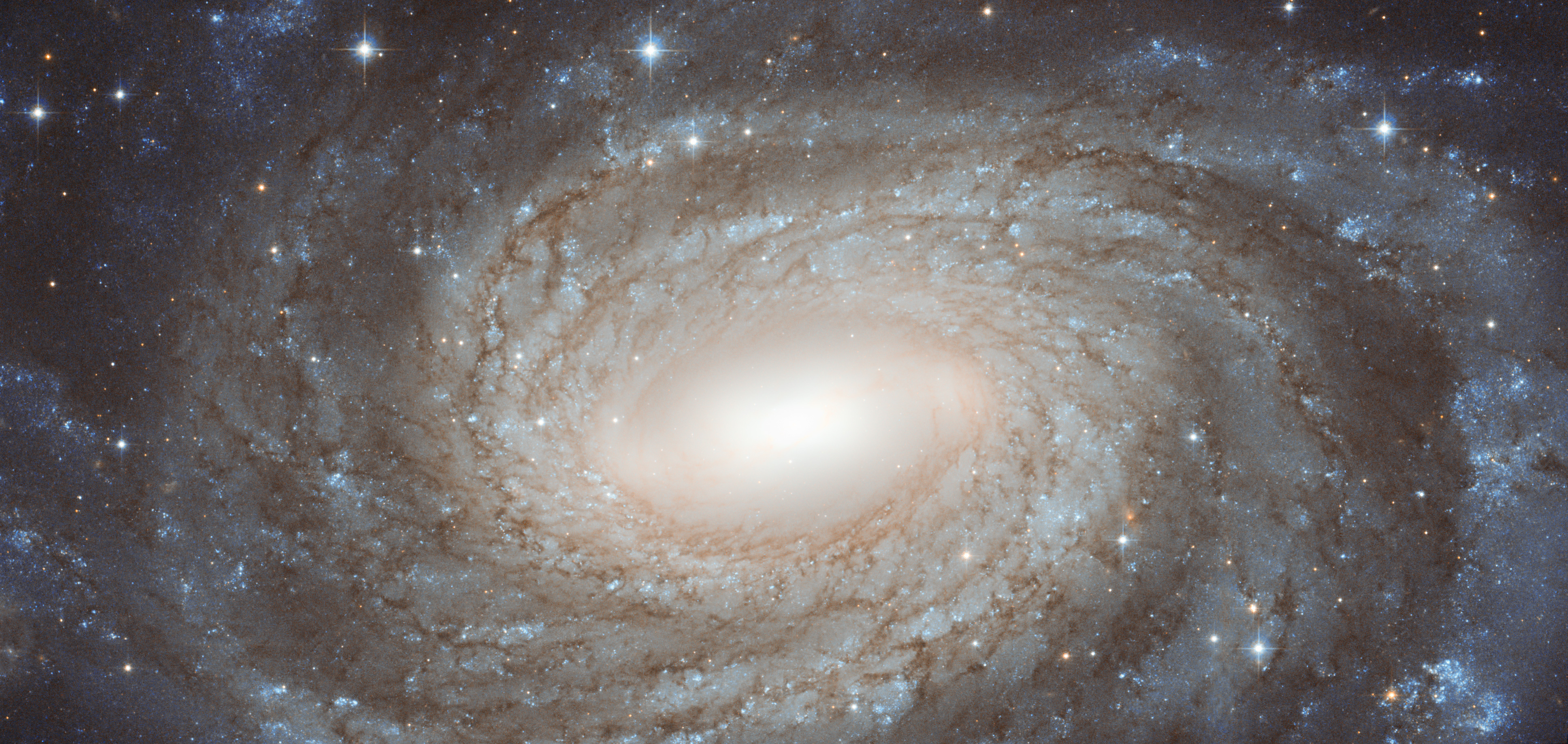
Galàxia espiral NGC 6384 presa pel telescopi espacial Hubble

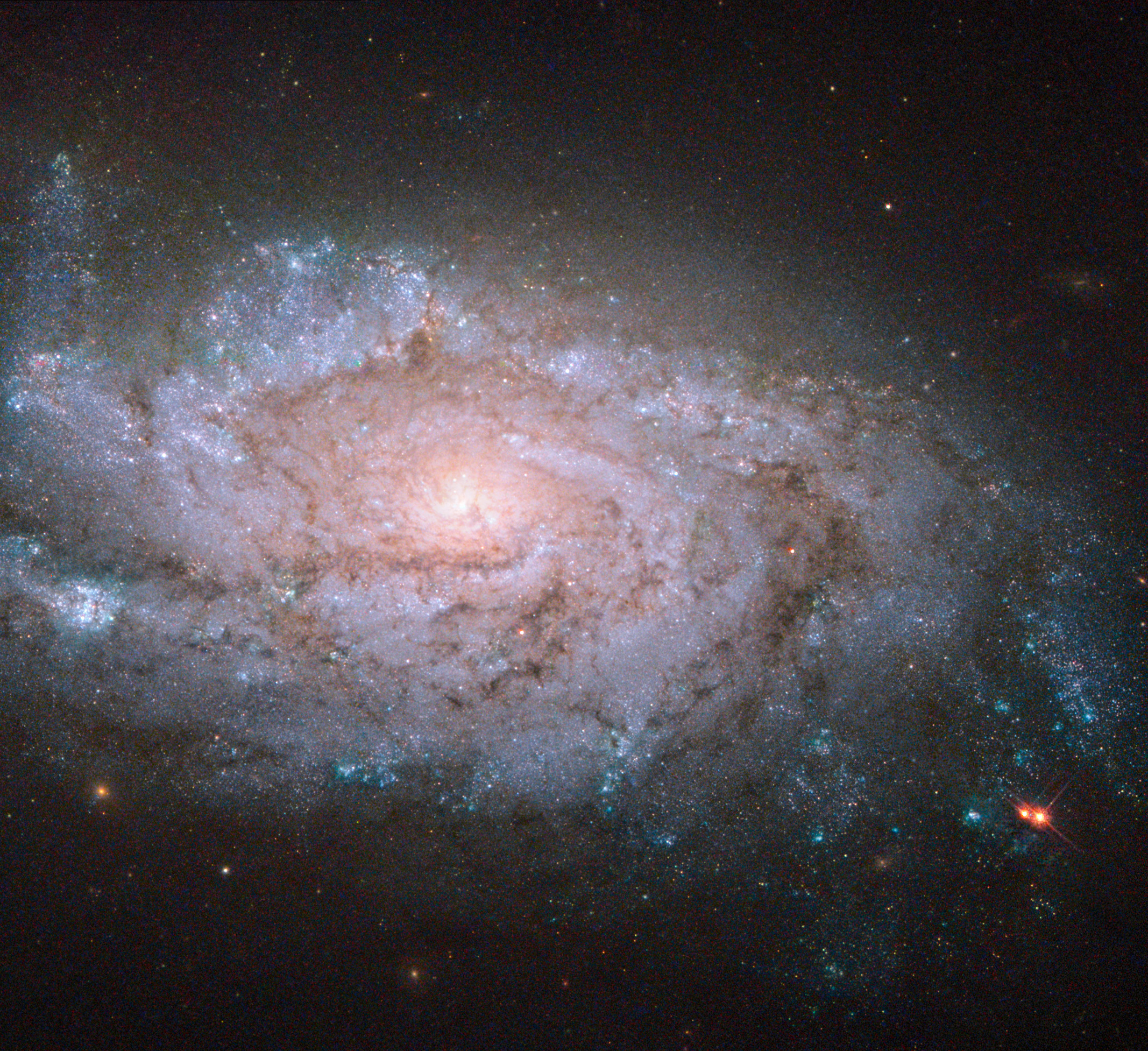
La llar d'una espiral en explosions estel·lars

El pioner dels estudis de la rotació de la galàxia i la formació dels braços espirals fou Bertil Lindblad en el 1925. Es va adonar que la idea d'estrelles disposades permanentment en forma d'espiral era insostenible. Atès que la velocitat angular de rotació del disc galàctic varia amb la distància des del centre de la galàxia (per un tipus de sistema solar estàndard de model gravitacional), un braç radial es corbaria ràpidament corbada quan la galàxia gira. El braç seria, després d'algunes rotacions galàctiques, cada vegada més corbat i el vent al voltant de la galàxia cada vegada més fort. Això es coneix com el problema de bobinatge. Mesuraments en la dècada de 1960 van mostrar que la velocitat orbital de les estrelles de les galàxies espirals respecte a la seva distància des del centre de la galàxia és en realitat més gran del que s'esperava de la dinàmica newtoniana, però encara no es pot explicar l'estabilitat de l'estructura espiral.
Des de la dècada de 1960, s'han produït dues hipòtesis principals o models per a les estructures espirals de les galàxies:
- Formació estel·lar causada per ones de densitat en el disc galàctic de la galàxia.
- El model SSPSF: formació estel·lar causada per ones de xoc en el medi interestel·lar.

Aquestes hipòtesis diferents no han de ser mútuament excloents, ja que poden explicar els diferents tipus de braços espirals.

### Model d'ona de densitat
Bertil Lindblad va proposar que els braços representen regions de densitat millorada (ones de densitat) que giren més lentament que les estrelles de la galàxia i de gas. Com que el gas entra en una ona de densitat, es va estrenyent i crea noves estrelles, algunes de les quals són estrelles blaves de curta durada que s'encenen en els braços.

Explicació dels braços espirals de la galàxia

Aquesta idea va ser desenvolupada en la teoria d'ona de densitat per C. C. Lin i Frank Shu en el 1964.

#### Teoria històrica de Lin i Shu
La primera teoria acceptable per a l'estructura espiral va ser ideada per C. C. Lin i Frank Shu en el 1964, en un intent d'explicar l'estructura a gran escala d'espirals en termes d'una amplitud de petita ona que es propaga amb velocitat angular fixa, que gira al voltant de la galàxia a una velocitat diferent de la del gas de la galàxia i de les estrelles. Van suggerir que els braços espirals eren manifestacions d'ones de densitat espiral; van assumir que les estrelles viatgen en òrbites lleugerament el·líptiques, i que les orientacions de les seves òrbites es correlaciona, és a dir, les el·lipses varien en la seva orientació d'una manera suau en augmentar la distància des del centre galàctic. Això s'il·lustra en el diagrama. És clar que les òrbites el·líptiques venen juntes en certes àrees. Les estrelles, per tant, no es queden per sempre en la posició que ara veiem, sinó que passen a través dels braços a mesura que viatgen en les seves òrbites.

#### Formació d'estrelles causada per ones de densitat
Existeixen les hipòtesis següents per a la formació de les estrelles causades per ones de densitat:
- Com que els núvols de gas es mouen en l'ona de densitat, els locals augmenten la densitat de massa. Atès que els criteris per al col·lapse de núvols (inestabilitat de Jeans) depèn de la densitat, una densitat més alta fa que sigui més probable que els núvols es col·lapsin i formen estrelles.
- A mesura que l'ona de compressió passa, es dispara la formació d'estrelles en l'avantguarda dels braços espirals.
- Com que els núvols queden escombrats pels braços espirals, xoquen entre si i condueixen les ones de xoc a través del gas, que al seu torn fa que el gas col·lapsi i formi estrelles.

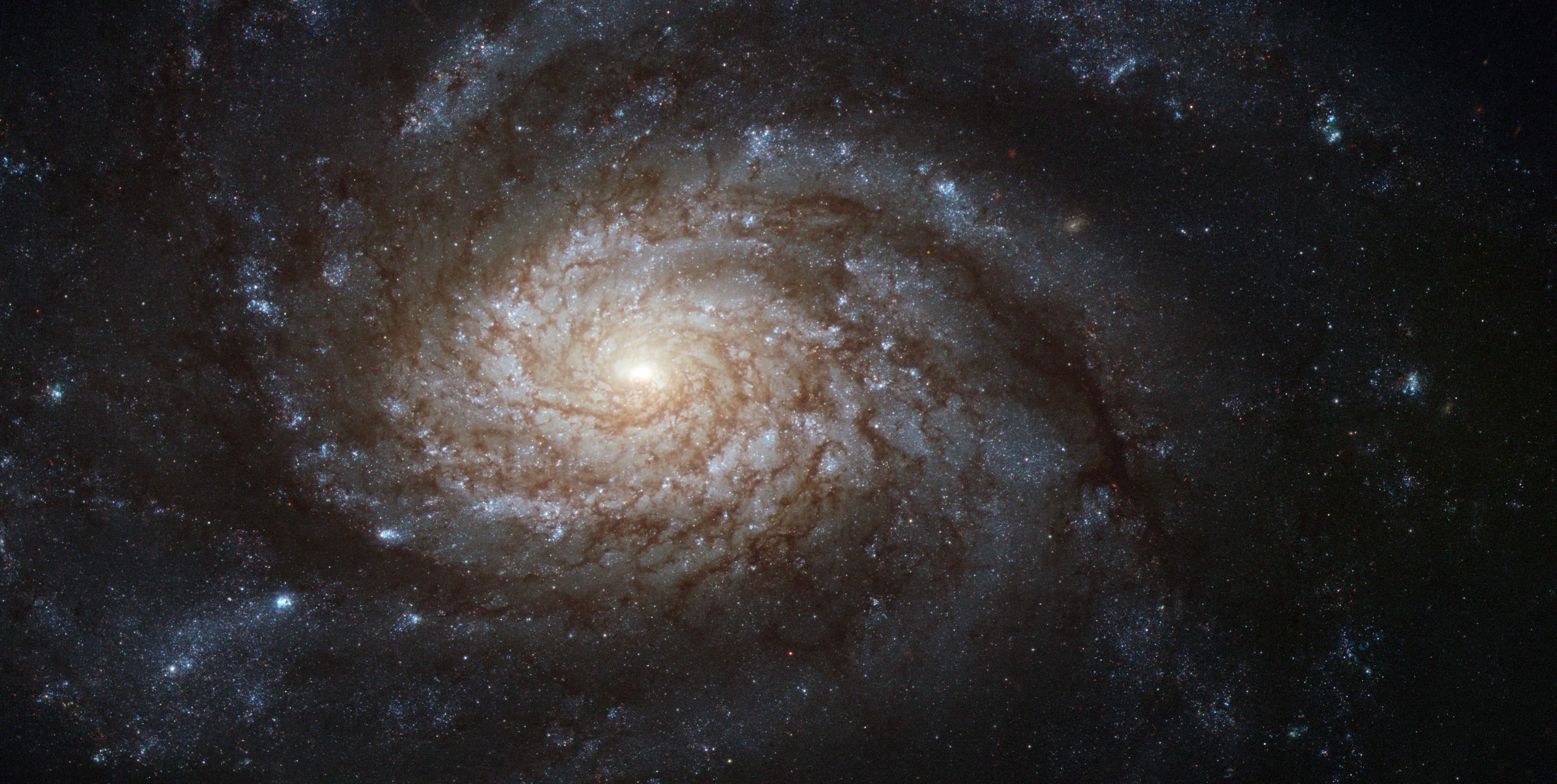
La galàxia brillant NGC 3810 demostra l'estructura espiral clàssica en aquesta imatge molt detallada de l'Hubble. Crèdits: ESA/Hubble i la NASA

### Estrelles més joves en els braços espirals
Els braços apareixen més brillants perquè hi ha estrelles més joves (d'aquí les estrelles brillants més massives). Aquestes enormes i brillants estrelles també moren ràpidament, fet que deixaria només el fosc fons de distribució estel·lar darrere de les onades, per tant, fa les ones visibles.
Mentre que les estrelles, per tant, no es queden per sempre en la posició que ara veiem, ni tampoc segueixen els braços. Els braços simplement semblen passar a través de les estrelles com els estels viatgen en les seves òrbites.

### Alineació de l'eix de rotació amb buits còsmics

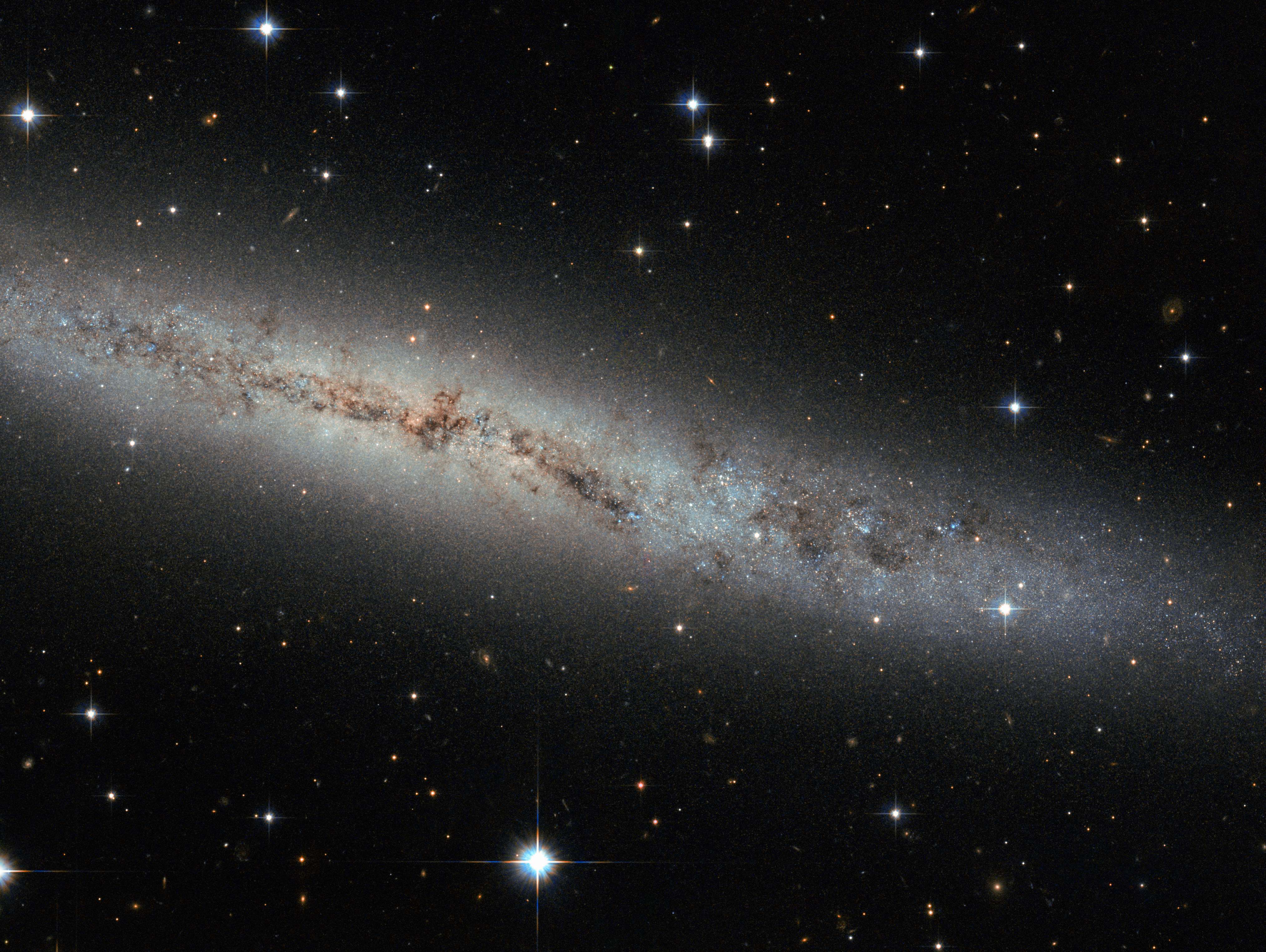
Galàxia espiral ESO 373-8

Els resultats recents suggereixen que l'orientació de l'eix de rotació de galàxies espirals no és un resultat casual, sinó que és preferentment alineat al llarg de la superfície dels buits còsmics. És a dir, les galàxies espirals tendeixen a orientar-se en un angle alt d'inclinació respecte a l'estructura a gran escala dels voltants. Han estat descrites com "grans d'un collaret", amb el seu eix de rotació seguint els filaments al voltant de les vores dels buits.

### Òrbites gravitacionalment alineades
Charles Francis i Erik Anderson van mostrar, a partir d'observacions dels moviments de més de 20.000 estrelles locals (dins de 300 parsecs), que les estrelles es mouen al llarg dels braços espirals, i descriuen com la gravetat mútua entre les estrelles fa que les òrbites s'alineïn en espirals logarítmiques. Quan s'aplica la teoria del gas, les col·lisions entre núvols de gas generen núvols moleculars en què es formen noves estrelles, i s'explica l'evolució cap al gran disseny d'espirals bisimètriques.

## Distribució d'estrelles en espirals

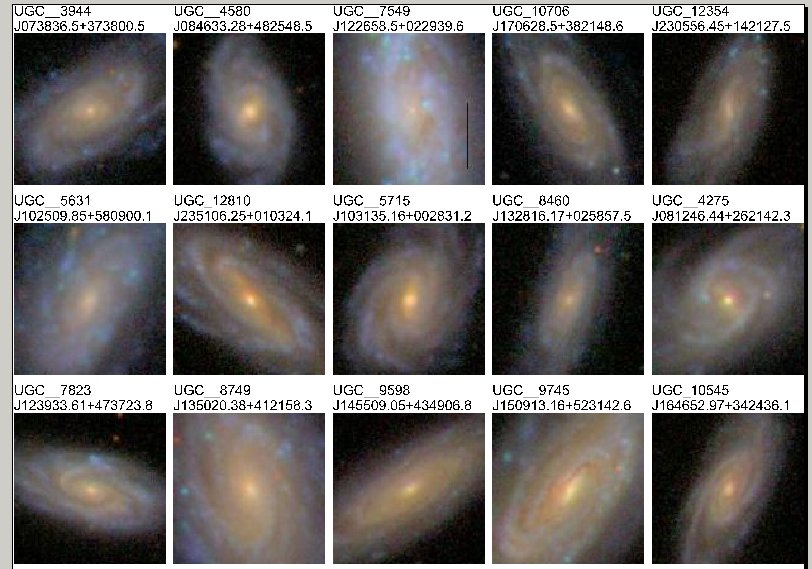
La distribució similar d'estrelles en espirals

Les estrelles en espirals es distribueixen en discos prims amb lluminositat de superfície (Freeman, 1970):
{\displaystyle I(r)=I_{0}e^{-r/R_{D}}}
amb {\displaystyle R_{D}} sent el disc de l'escala de longitud; {\displaystyle I_{0}}
és el valor central; és útil per definir: {\displaystyle R_{opt}=3.2R_{D}}
com la mida del disc estel·lar, la lluminositat és:
{\displaystyle L_{tot}=2\pi I_{0}R_{D}^{2}}.
Perfils lleugers de l'espiral, en termes de la coordenada {\displaystyle r/R_{D}}, no depenen de la lluminositat de la galàxia.

## Nebulosa espiral

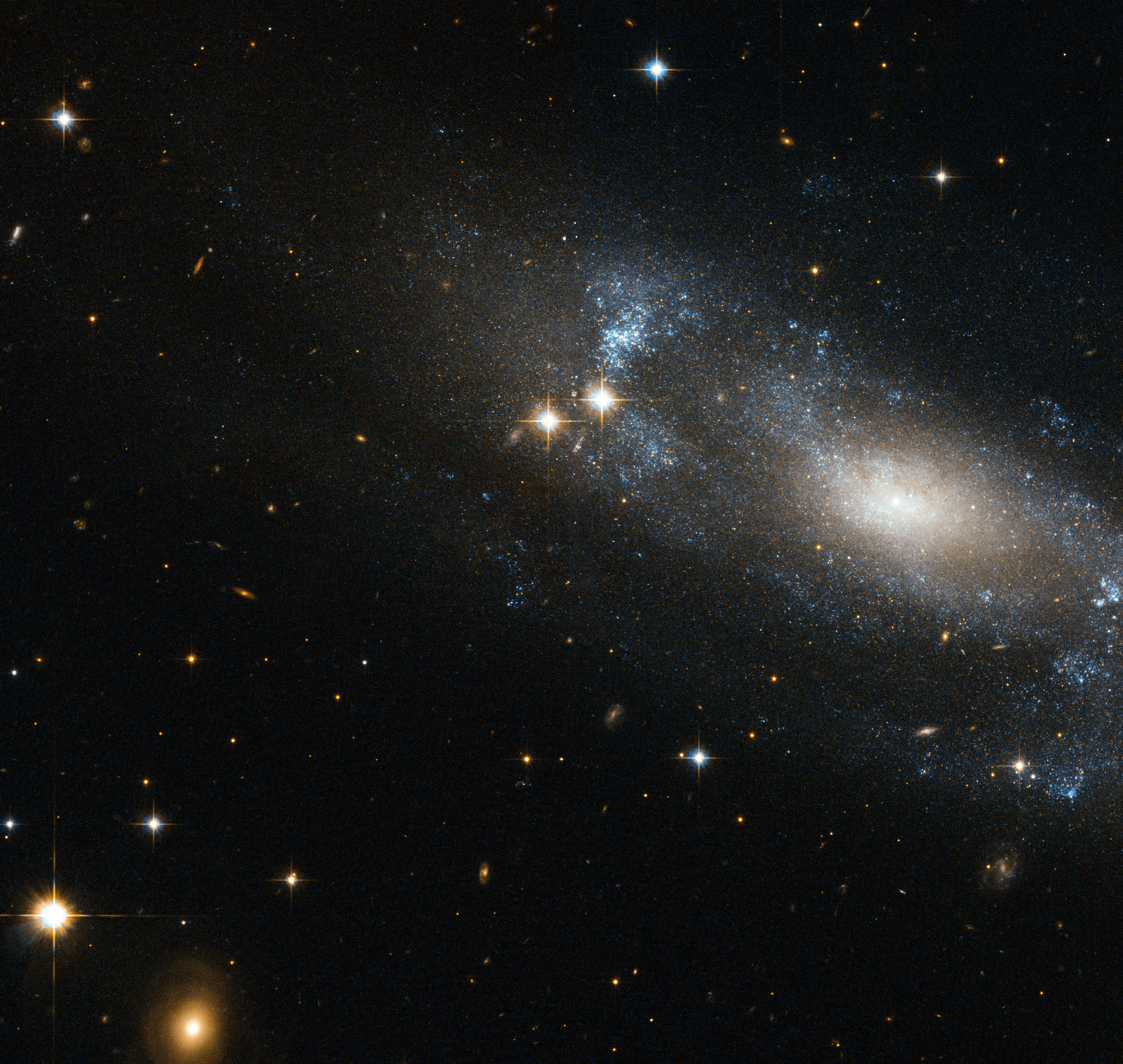
Galàxia espiral ESO 499-G37, vista contra un fons de galàxies distants, esquitxat d'estrelles properes

La nebulosa espiral era un terme usat per a descriure les galàxies amb una estructura espiral visible, com la Galàxia del Remolí, abans que s'entengués que aquests objectes existien fora de la nostra galàxia, la Via Làctia. La qüestió de si aquests objectes eren galàxies separades independents de la Via Làctia, o un tipus de nebulosa que hi ha dins de la nostra pròpia galàxia, va ser objecte del gran debat de 1920, entre Heber Curtis de l'observatori Lick i Harlow Shapley de l'observatori Mont Wilson. A partir de 1923, Edwin Hubble va observar variables cefeides en diverses nebuloses espirals, on s'inclou l'anomenada nebulosa d'Andròmeda, demostrant que són, de fet, galàxies senceres fora de la nostra pròpia galàxia. El terme nebulosa espiral ha caigut des de llavors en desús.

## Via Làctia
La Via Làctia, un cop es va considerar una galàxia espiral ordinària, els astrònoms van començar a sospitar que és una galàxia espiral barrada en la dècada de 1990. Les seves sospites van ser confirmades per les observacions del telescopi espacial Spitzer en el 2005; va mostrar que la barra central de la galàxia és més gran del que se sospitava.

## Exemples cèlebres
- Galàxia d'Andròmeda
- Via Làctia
- Galàxia del Molinet
- Galàxia del Gira-sol
- Galàxia del Triangle
- Galàxia del Remolí